# Sicyos pachycarpa
Sicyos pachycarpa är en gurkväxtart som beskrevs av William Jackson Hooker och Arn. Sicyos pachycarpa ingår i släktet hårgurkor, och familjen gurkväxter. Inga underarter finns listade i Catalogue of Life.